# Китайская одиссея: Ящик Пандоры
«Китайская одиссея: Ящик Пандоры» — фантастическая комедия 1995 года. Фильм снят по мотивам китайского классического романа «Путешествие на Запад». Он включает в себя элементы буффонады и уся. Сюжет строится вокруг центральной темы любовной истории. Продолжение кинофильма — «Китайская одиссея — 2: Золушка».

## Сюжет
500 лет назад, во время своего путешествия на Запад за буддийскими сутрами, царь обезьян Сунь Укун в конце концов окончательно вышел из себя из-за постоянных нотаций Долголетнего Монаха и решил предать его, однако был перехвачен и подавлен богиней Гуаньинь. Однако, после того как Монах попросил о снисхождении для своего ученика и пожертвовал собой, бодхисаттва даёт ослушнику второй шанс.
Через 500 лет Сунь Укун перерождается в теле Джокера, главаря банды грабителей. В расположении банды Джокера появяляются две женщины-демона, Чунь Тридцатая (Женщина-паук) и Бак Цзин-Цзин, которые угрожают бандитам и заставляют выполнять их требования. Помощник Джокера (реинкарнация Чжу Бацзе) тайно подслушивает демонов и узнает их план по поимке Долголетнего Монаха, чью плоть они хотят съесть и получить бессмертие. В последующем, Джокер влюбляется в Бак Цзин-цзин. Прибывает и Дедушка Будда, приняв форму грозди винограда, который сообщает Джокеру об опасности. Он дает Джокеру волшебное зеркало, которое может выявить истинную форму существа.
Вскоре на всех нападает Князь Бык. Джокер и Чжу Бацзе бегут с Бак Цзин-цзин и Чунь Тридцатой в Пещеру с водопадом, где два демона начинают борьбу за Джокера. Бак Цзин-Цзин и Джокер в конце концов сбегают из пещеры, а Чунь Тридцатая случайно беременеет от Чжу Бацзе. Так как Бак Цзин-Цзин была отравлена Чунь Тридцатой, Джокер возвращается в пещеру, чтобы попросить противоядие, но становится заложником. Между тем, Бак Цзин-Цзин оказывается в руках Князя Быка, который вылечивает её от яда.
Внутри пещеры Джокер находит ящик Пандоры, который может открыть временной портал, когда на него попадает лунный свет. Он также слышит голос Гуаньинь, которая говорит, что в прошлой жизни он был Царем обезьян, и ему суждено снова сопровождать своего хозяина в путешествии на запад. Его истинная судьба будет открыта, когда он получит знак из трех точек на ступне. В это время, Князь Бык и Бак Цзин-Цзин входят в пещеру и начинают сражаться с Чунь Тридцатой. Бак Цзин-Цзин кончает жизнь самоубийством, ошибочно полагая, что Джокер предал свою любовь и стал отцом ребенка Чунь Тридцатой.
Джокер обнаруживает Бак Цзин-Цзин и пытается спасти её, путешествуя во времени с помощью ящика Пандоры, но каждый раз, прибывая из будущего, он опаздывает на несколько секунд, чтобы предотвратить её самоубийство. Наконец ему удается сделать это вовремя, но Бак Цзин-Цзин жертвует собой, чтобы спасти его от Князя Быка. Джокер путешествует назад во времени ещё раз, но оказывается перенесен на 500 лет назад. У пещеры он встречает фею, по имени Цзыся, которая забирает у него ящик Пандоры и выжигает три точки на его ступне, как знак того, что он — её собственность. Это раскрывает истинную сущность Джокера: он — Сунь Укун. Он смотрит в волшебное зеркало, данное ему Дедушкой Буддой ранее, и ужасается от своего отражения обезьяны.

## Роли
- Обезьяна / Джокер — Стивен Чоу
- Pigsy / Джокер второй команды — Нг Ман-Тат
- Долголетний Монах — Ло Цзяин[англ.]
- Женщина-паук — Ямми Лам
- Бак Цзин-Цзин — Карен Мок
- Zixia — Афена Чу
- Дедушка Будда / гроздь винограда — Джеффри Лау
- Принцесса Железный Веер — Ада Чой[англ.]
- Bull King — Lu Shuming
- Сэнди — Johnnie Kong

## Премии
- 15-я Гонконгская кинопремия — «Лучший сценарий» (Джеффри Лау).
- 2-я ежегодная премия кинокритиков Гонконга[англ.] — «Лучший актёр» (Стивен Чоу).
- Фильм занимает 19-е место в сотне лучших китайских кинофильмов «Hong Kong Film Awards».
- Находится на 73 месте из 100 в списке величайших фильмов на китайском языке по версии «Golden Horse».